# Nagytarcsa
Nagytarcsa är en ort i Ungern.   Den ligger i provinsen Pest, i den centrala delen av landet, 19 km öster om huvudstaden Budapest. Nagytarcsa ligger 176 meter över havet och antalet invånare är 2 846.
Terrängen runt Nagytarcsa är platt. Runt Nagytarcsa är det tätbefolkat, med 442 invånare per kvadratkilometer. Närmaste större samhälle är Budapest, 18,6 km väster om Nagytarcsa. Trakten runt Nagytarcsa består till största delen av jordbruksmark.